# Chi ha paura delle streghe?
Chi ha paura delle streghe? (The Witches) è un film del 1990 diretto da Nicolas Roeg e tratto dal romanzo per bambini Le streghe di Roald Dahl.

## Trama
Durante le vacanze estive in Norvegia con la famiglia, il piccolo Luke Evershim ascolta le storie che sua nonna Helga gli racconta sulle vere streghe, raccomandandogli di fare molta attenzione perché sono creature magiche e diaboliche che odiano i bambini e cercano di eliminarne il maggior numero possibile. Esse hanno lunghi artigli alle mani per cui indossano sempre i guanti, piedi senza dita che nascondono in scarpe larghe, assenza completa di capelli per cui mettono la parrucca e occhi sfumati di rossastro, e sembrano donne qualsiasi, ma possono essere riconosciute sapendo il tutto. Inoltre sono dotate di un olfatto particolarmente sviluppato che consente loro di percepire l'odore di bambino, che per loro è nauseante. Helga racconta anche la storia di Erika, una sua amica d'infanzia che era stata trasformata da una strega in una figura dipinta sulla tela di un quadro. La stessa Helga sembra essersi scontrata con un'altra strega in gioventù, come testimonia il fatto che le manchi un mignolo, ma rifiuta di parlarne.
Una mattina la donna viene informata che i genitori di Luke sono morti in un incidente stradale durante la notte e quindi assume la tutela del piccolo orfano. Questi tuttavia abita in Inghilterra, dove a settembre deve ricominciare la scuola, per cui la nonna deve necessariamente trasferirsi a malincuore nella sua seconda casa inglese. Qualche tempo dopo il rientro in patria, mentre Luke sta giocando nella casetta sull'albero del giardino, una sconosciuta si avvicina a lui, offrendogli un serpente addomesticato e del cioccolato. Il bambino la riconosce però come una strega e riesce a metterla in fuga.
Helga, soffrendo di diabete, sviene il giorno del compleanno di Luke: il medico, oltre a vietarle gli zuccheri, le consiglia di prendersi qualche giorno di riposo in un albergo sul mare. Nonna e nipote si trasferiscono quindi in una camera del prestigioso Hotel Excelsior, ma non prima che Helga consegni a Luke il suo regalo: una coppia di topolini bianchi che il bambino si ripromette di ammaestrare. Luke si mette subito in cattiva luce con il signor Stringer, l'inflessibile direttore dell'albergo, a causa dei topolini che ha portato con sé, i quali, oltre a infastidire le cameriere, sarebbero secondo lui responsabili di cose strane che stanno ultimamente accadendo. Helga guarda poi con sospetto Eva Ernst, un'affascinante e raffinata signora presidentessa della Reale Società per la Protezione dell'Infanzia, il cui convegno è previsto nell'albergo proprio in quei giorni.
Un pomeriggio, per giocare indisturbato con i topolini, Luke si nasconde con loro dietro a un paravento nella sala da ballo, ma poco dopo la stanza viene occupata dalla signora Ernst e dalle sue congressiste che, senza accorgersi di lui, si chiudono dentro. Qui il bambino scopre che il convegno non è altro che una copertura per nascondere la riunione annuale di tutte le streghe d'Inghilterra, e che la signora Ernst è la Grande Strega Suprema, la loro perfida regina che nasconde il suo orribile aspetto dietro una maschera. Questa rivela alle sue suddite di avere un piano per eliminare tutti i bambini inglesi in un colpo solo: ogni strega dovrà comprare una pasticceria con il denaro che lei distribuirà, in modo da contaminare tutti i dolci e le caramelle destinate ai bambini con la sua più recente pozione magica (chiamata Formula 86), che li trasformerà in topi e permetterà alle streghe di far uccidere i bambini da qualsiasi adulto li trovi; il filtro nella giusta dose agisce a scoppio ritardato, due ore dopo l'ingestione, mentre ad ingerirne troppa l'effetto sarà istantaneo. Per dimostrarne l'efficacia, la Strega Suprema ha già regalato una cioccolata contenente una dose di pozione a un bambino e ha invitato quest'ultimo a raggiungerla nella sala da ballo con la promessa di dargliene altra. Proprio in quel momento la vittima si presenta alla porta: è Bruno Jenkins, un bambino goloso ma simpatico con cui Luke ha fatto amicizia il giorno prima. Allo scoccare delle due ore, questi si trasforma in un topo, davanti al pubblico di streghe esultanti.
La Grande Strega Suprema dichiara conclusa la riunione, ma proprio mentre stanno per andarsene le streghe si accorgono dell'odore di Luke. Questi tenta disperatamente di scappare dalla nonna, ma viene catturato dalla Strega Suprema, che lo costringe a bere un intero flacone di Formula 86, trasformandolo istantaneamente in un topo. Appena tramutato, il bambino si accorge di avere mantenuto la capacità di parlare e pensare da umano, e insieme a Bruno, si avventura faticosamente nell'albergo senza farsi notare, fino alla camera di Helga.
Luke racconta alla nonna l'accaduto e le rivela anche di avere un'idea su come fermare le streghe: avendo sentito la Grande Strega Suprema dire che la sua pozione ha effetto su chiunque, il topolino intende rubarne un flacone (corrispondente a cinquecento dosi) dalla camera della regina e versarne il contenuto nel cibo destinato alla cena delle streghe di quella sera. Essendo poi fortunatamente, la camera in questione proprio sotto la sua, Helga aiuta Luke a calarsi dal balcone per farlo entrare dalla porta-finestra. Qui, dopo aver rischiato di finire in pasto a un gatto, il topo trova le scorte di pozione della Grande Strega Suprema e riesce a rubarne un flacone, sgattaiolando poi fuori dalla porta senza altri impedimenti. Helga tenta di restituire Bruno ai suoi genitori ma questi, vedendo un topo, la cacciano via indignati senza darle modo di spiegare l'accaduto. All'ora di cena, di nascosto da tutti i clienti in sala incluse le streghe, Helga si intrufola di soppiatto nella cucina e vi lascia il topolino Luke con il flacone di pozione. Dopo varie peripezie, quest'ultimo riesce a versare la pozione nella zuppa di crescione cucinata per la diabolica comitiva, ma mentre si appresta a tornare dalla nonna viene notato da un cuoco che gli dà la caccia e riesce anche a tagliargli la punta della coda. Nonostante questo, Luke approfitta della confusione per sgattaiolare di nuovo nel ristorante, dove Helga lo nasconde nella sua borsa. Le streghe mangiano ignare di tutto e in breve si trasformano in topi, venendo sterminate in massa dal personale e dai clienti dell'albergo. La Strega Suprema resiste per qualche istante alla metamorfosi, ma si trasforma anche lei e muore accoltellata dal signor Stringer; unica a non aver mangiato e a salvarsi è la signorina Irvine, segretaria della Strega Suprema. Bruno viene poi restituito ai suoi genitori che, sebbene sconvolti dalla sua trasformazione, accettano che egli sia ormai un topo.
Helga e Luke tornano a casa, dove l'anziana signora, rammaricata per quello che è accaduto al nipotino, la attrezza affinché Luke ci possa vivere comodamente come un topo. Con uno stratagemma, quest'ultimo riesce poi a farsi spedire a casa gli averi della Grande Strega Suprema, ovvero il suo baule pieno di denaro e la sua agenda con i nomi e gli indirizzi di tutte le streghe americane, così da poterle rintracciare ed eliminare. Quella notte arriva a casa loro la signorina Irvine, la quale, stanca delle angherie della sua capa, aveva deciso di diventare buona, ottenendo così un aspetto normale: con i suoi poteri ritramuta Luke in un bambino e gli restituisce i due topolini che aveva smarrito in albergo; mentre si allontana in auto, nonna e nipote la salutano dalla finestra, raccomandandole di non dimenticarsi di Bruno.

## Accoglienza

### Critica
Il film ha ricevuto il plauso della critica.
Su Rotten Tomatoes detiene una percentuale di gradimento del 93% con una valutazione media di 7,6 su 10 sulla base di 45 recensioni. Il consenso generale recita: «Con una performance deliziosamente malvagia di Angelica Huston e fantasiose marionette del negozio di creature di Jim Henson, l'oscuro e spiritoso film di Nicolas Roeg cattura lo spirito della scrittura di Roald Dahl come pochi altri adattamenti».
Su Metacritic ha un punteggio di 78 su 100 basato su 25 recensioni, corrispondente a «recensioni generalmente favorevoli».
Roger Ebert ha assegnato al film tre stelle su quattro, definendolo «intrigante, ambizioso e inventivo, e quasi degno di essere visto anche solo per l'ovvia gioia di Anjelica Huston nell'interpretare una cattiva completamente senza compromessi».
La scena finale in cui Luke riacquista il suo aspetto originario, non fedele al romanzo, in alcuni paesi è stata censurata in quanto non accettata da Roald Dahl.

## Riconoscimenti
- 1990 – National Society of Film Critics[6]
  - Miglior attrice protagonista ad Anjelica Huston
- 1991 – Boston Society of Film Critics Awards[7]
  - Miglior attrice protagonista ad Anjelica Huston
- 1991 – British Academy Film Awards[8]
  - Candidatura al miglior trucco e acconciatura a Christine Beveridge
- 1991 – Festival internazionale del cinema di Porto
  - Candidatura al miglior film fantasy internazionale
- 1991 – Los Angeles Film Critics Association Awards
  - Miglior attrice protagonista ad Anjelica Huston
- 1991 – Premio Hugo[9]
  - Candidatura alla miglior rappresentazione drammatica
- 1991 – Saturn Award
  - Candidatura alla miglior attrice protagonista ad Anjelica Huston
  - Candidatura alla miglior attrice non protagonista a Mai Zetterling
  - Candidatura alla miglior attore emergente a Jasen Fisher
  - Candidatura alla miglior colonna sonora a Stanley Myers
  - Candidatura al miglior trucco a John Stephenson